# Fort bij Hoofddorp

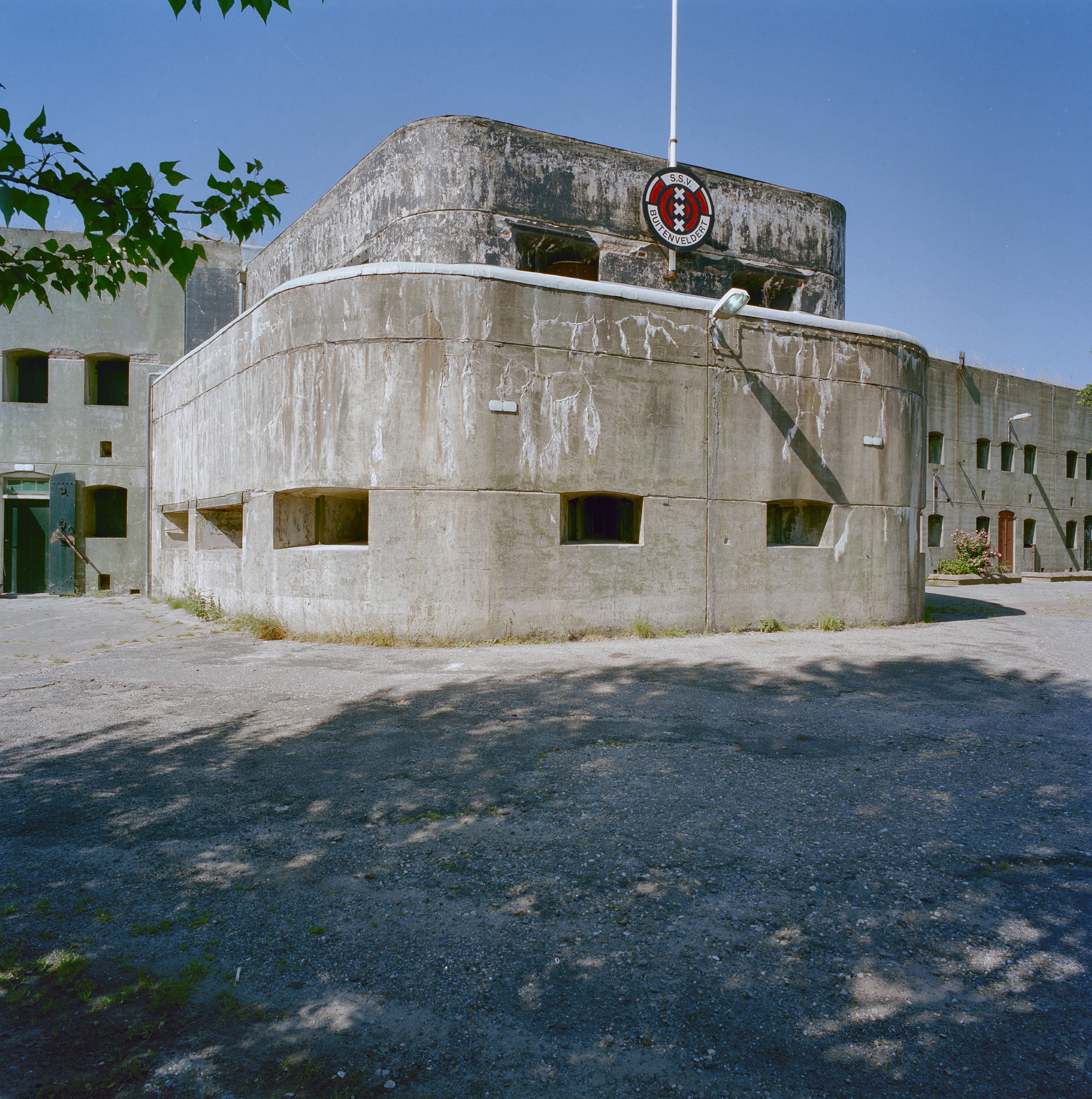
Keelkazemat van het fort, twee verdiepingen en het geschut stond op de bovenste opgesteld.

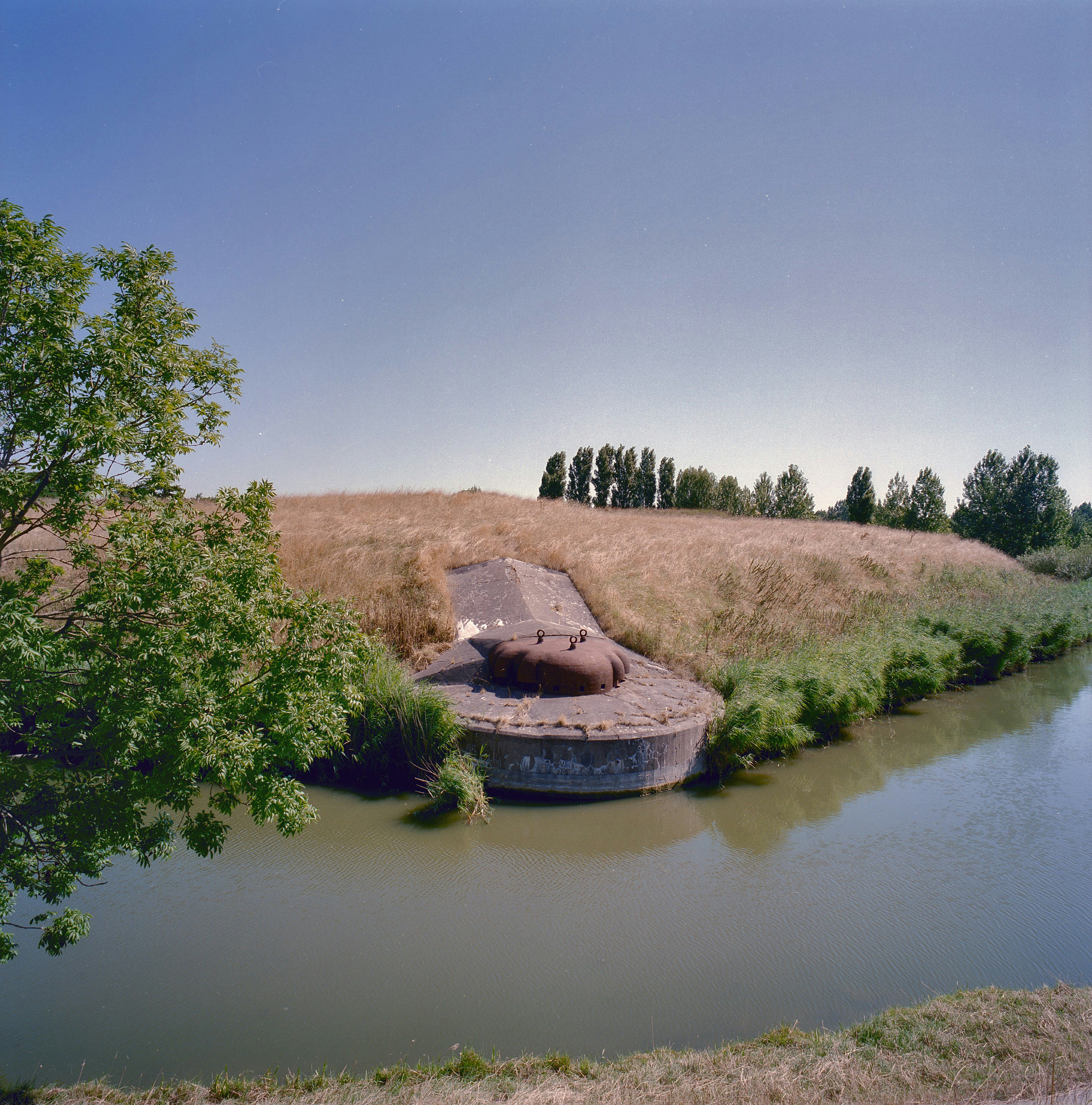
Front-caponnière

Het Fort bij Hoofddorp is een fort van de Stelling van Amsterdam. Het is gelegen in een knik van de Geniedijk Haarlemmermeer, ten westen van de Hoofdvaart. Oorspronkelijk lag het ten zuiden van Hoofddorp, door de uitbreiding van de stedelijke bebouwing ligt het er tegenwoordig middenin.
Het fort is een provinciaal monument van de provincie Noord-Holland en staat op de UNESCO Werelderfgoedlijst. Het fort is aangelegd rond 1903-1904. 
Het fort kreeg later de naam Fort van Hoofddorp, om aan te geven dat het als het ware van de bewoners van Hoofddorp is.

## Constructie
Het was een model A fort. Het fort is geheel omringd door water.
Het is een van de twee forten van de Stelling met twee verdiepingen. Dit was nodig omdat het terrein waar het fort gebouwd moest worden relatief klein was. Het Fort bij Spijkerboor is de andere uitzondering. Beide verdiepingen tellen 13 kamers. Het gebrek aan ruimte is ook de reden waarom er maar een keelkazemat werd gebouwd, terwijl twee voor de forten normaal was. Aan het hoofdgebouw zit een frontgebouw vast dat via een poterne is te bereiken. Voor het frontgebouw ligt nog een gietijzeren front-caponnière, een observatiepost aan de gracht die om het fort loopt. Deze caponnière, Fort aan de St. Aagtendijk was hiermee ook voorzien, had schietsleuven aan de zijkant en kon zo de gracht aan beide zijden van het fort met mitrailleurs onder vuur nemen.
Het fort, dat bedoel was voor de verdediging, is gebouwd met ongewapend beton, gietstaal en pantserstaal. Om bestand te zijn tegen zwaar geschut zijn de daken bijna 2 meter dik beton. De kant waarvan een aanval verwacht werd is begroeid, zodat het fort minder goed zichtbaar was. Ook het dak werd - en is nog steeds - met een laag aarde bedekt en begroeid.
Er konden circa 200 manschappen in het fort verblijven, 3 officieren, 14 onderofficieren en 195 soldaten. Op de begane grond was een keuken, een ziekenverblijf en het kantoor voor de telegrafist.  Ook de officieren en onderofficieren hadden beneden een kamer. Op de eerste verdieping was een kleine kantine en bevonden zich de slaapvertrekken van de soldaten. 
Er is nooit gevochten bij het fort. 

## Geschiedenis
In de Tweede Wereldoorlog werd het fort door de Luftwaffe gebruikt als paardenverzorgingsplaats. Na de oorlog fungeerde het twee jaar als interneringskamp voor politieke delinquenten. In de eerste jaren na de oorlog werden de fortwachterswoning en de genieloods gesloopt. Daarna is het nog een tijd als magazijn gebruikt door de Nederlandse luchtmacht.
Later werd het fort gebruikt door een plaatselijke sportschuttersvereniging, als schietbaan. Ook de plaatselijke muziekschool heeft het gebruikt. In 1977 is molen De Eersteling verplaatst naar een heuveltje op het, bij het fort behorende, aardwerk (het zogenoemde glacis).
In augustus 2013 reserveerde de provincie Noord-Holland een bedrag van 900.000 euro voor de ontwikkeling van het fort. De gemeente Haarlemmermeer wilde, als eigenaar van het gebouw, het fort herbestemmen. Er waren plannen in het fort voor een pannenkoekenrestaurant, openluchttheater en educatief centrum gericht op inundatie.
De renovatie vond plaats tussen 2018 en 2020. De renovatie kreeg de NRP Gulden Feniks prijs en de Pieter van Vollenhovenprijs.
Het fort wordt beheerd door een stichting - Stichting Fort van Hoofddorp - en is sindsdien openbaar toegankelijk. Er is een restaurant in het fort gevestigd en er is een openluchttheater. 